# Isla Fener
Isla Fener (en turco: Fener Ada o Fener Adası; literalmente, "isla del Faro") es una de las islas del archipiélago de las islas Foça al oeste de Turquía. Posee playas en el mar Egeo. Se localiza a 603 kilómetros al oeste de la capital turca Ankara.